# Angarrick
Angarrick – wieś w Anglii, w Kornwalii. Leży 34 km na wschód od miasta Penzance i 378 km na południowy zachód od Londynu.